# Callopistria apicescripta
Callopistria apicescripta är en fjärilsart som beskrevs av Holland. Callopistria apicescripta ingår i släktet Callopistria och familjen nattflyn. Inga underarter finns listade i Catalogue of Life.